# Schizozetes similis
Schizozetes similis är en kvalsterart som beskrevs av Sandór Mahunka 1966. Schizozetes similis ingår i släktet Schizozetes och familjen Microzetidae. Inga underarter finns listade i Catalogue of Life.